# Suprem perjudici
Suprem perjudici (títol original: Extreme Prejudice) és una pel·lícula estatunidenca dirigida per Walter Hill. Agafant part de l'estructura del western, va ser estrenada el 1987 i doblada al català.

## Argument
Jack Benteen, membre de la Texas Ranger Division, lluita contra el tràfic de drogues i la immigració il·legal en una petita ciutat texana fronterera amb Mèxic. Ara bé, el cap dels traficant, Cash Bailey, és un amic d'infantesa del Ranger i antic amant de la seva dona, Sarita Cisneros, d'origen mexicà. Per complicar la situació, un comando de veterans de la guerra del Vietnam, amb Paul Hackett de cap, és enviat per la CIA per matar Bailey.

## Repartiment
- Texas Ranger Jack Benteen: Nick Nolte
- Cash Bailey: Powers Boothe
- Major Paul Hackett: Michael Ironside
- Sarita Cisneros: María Conchita Alonso
- Xerif Hank Pearson: Rip Torn
- Sergent Larry McRose: Clancy Brown
- Buck Atwater: William Forsythe